# Campeonato mundial A de hockey patines masculino de 2007
El XXXVI Campeonato mundial de hockey sobre patines masculino se celebró en Montreux, Suiza, entre el 16 de junio y el 23 de junio de 2007. 
En el torneo, realizado en el Pabellón OmniSports du Perrier participaron las selecciones de hockey de 16 países, repartidas en la primera ronda en 4 grupos.
La final del campeonato fue disputada por las selecciones de España y Suiza. El partido concluyó con un resultado de 8-1 a favor de España (3-1 tras el descanso) por lo que el equipo nacional español se alzó con su título 13º. 
Esta ha sido la única vez en que el Seleccionado Portugués no logró finalizar entre los 4 primeros en esta competencia en 39 ediciones (hasta 2009 inclusive).

## Equipos participantes
16 seleccionados nacionales participaron del torneo, de los cuales 9 equipos eran de Europa, 5 eran de América y 2 de África.
| España    | Brasil  | Alemania       | Colombia     |
| Argentina | Angola  | Chile          | Países Bajos |
| Portugal  | Francia | Estados Unidos | Mozambique   |
| Italia    | Suiza   | Inglaterra     | Andorra      |

## Resultados

### Grupo A
| Equipo   | Pts | PJ | PG | PE | PP | GF | GC | Dif |
| -------- | --- | -- | -- | -- | -- | -- | -- | --- |
| España   | 9   | 3  | 3  | 0  | 0  | 20 | 2  | +18 |
| Brasil   | 6   | 3  | 2  | 0  | 1  | 12 | 12 | 0   |
| Alemania | 3   | 3  | 1  | 0  | 2  | 9  | 10 | -1  |
| Colombia | 0   | 3  | 0  | 0  | 3  | 4  | 21 | -17 |

| España   | 7:1 | Brasil   |
| Alemania | 6:1 | Colombia |
| España   | 9:1 | Colombia |
| Brasil   | 5:3 | Alemania |
| España   | 4:0 | Alemania |
| Brasil   | 6:2 | Colombia |

### Grupo B
| Equipo       | Pts | PJ | PG | PE | PP | GF | GC | Dif |
| ------------ | --- | -- | -- | -- | -- | -- | -- | --- |
| Argentina    | 9   | 3  | 3  | 0  | 0  | 20 | 2  | +18 |
| Angola       | 6   | 3  | 2  | 0  | 1  | 11 | 5  | +6  |
| Chile        | 3   | 3  | 1  | 0  | 2  | 4  | 9  | -5  |
| Países Bajos | 0   | 3  | 0  | 0  | 3  | 1  | 20 | -19 |

| Chile     | 4:1 | Países Bajos |
| Argentina | 5:2 | Angola       |
| Angola    | 2:0 | Chile        |
| Argentina | 9:0 | Países Bajos |
| Angola    | 7:0 | Países Bajos |
| Argentina | 6:0 | Chile        |

### Grupo C
| Equipo         | Pts | PJ | PG | PE | PP | GF | GC | Dif |
| -------------- | --- | -- | -- | -- | -- | -- | -- | --- |
| Portugal       | 9   | 3  | 3  | 0  | 0  | 22 | 5  | +16 |
| Francia        | 6   | 3  | 2  | 0  | 1  | 11 | 8  | +3  |
| Estados Unidos | 3   | 3  | 1  | 0  | 2  | 7  | 20 | -13 |
| Mozambique     | 0   | 3  | 0  | 0  | 3  | 9  | 16 | -5  |

| Estados Unidos | 5:3  | Mozambique     |
| Portugal       | 4:1  | Francia        |
| Francia        | 6:2  | Estados Unidos |
| Portugal       | 7:4  | Mozambique     |
| Francia        | 4:2  | Mozambique     |
| Portugal       | 11:0 | Estados Unidos |

### Grupo D
| Equipo     | Pts | PJ | PG | PE | PP | GF | GC | Dif |
| ---------- | --- | -- | -- | -- | -- | -- | -- | --- |
| Italia     | 9   | 3  | 3  | 0  | 0  | 12 | 6  | +6  |
| Suiza      | 6   | 3  | 2  | 0  | 1  | 7  | 5  | +2  |
| Inglaterra | 3   | 3  | 1  | 0  | 2  | 8  | 12 | -4  |
| Andorra    | 0   | 3  | 0  | 0  | 3  | 2  | 6  | -4  |

| Andorra | 1:2 | Inglaterra |
| Suiza   | 1:3 | Italia     |
| Italia  | 6:4 | Inglaterra |
| Suiza   | 1:0 | Andorra    |
| Italia  | 3:1 | Andorra    |
| Suiza   | 5:2 | Inglaterra |

## Fase final
|  | Cuartos de final    | Cuartos de final    |                     |        | Semifinales  | Semifinales  |  |  | Final               | Final |
|  |                     |                     |                     |        |              |              |  |  |                     |       |
|  | 21 de junio de 2007 |                     |                     |        |              |              |  |  |                     |       |
|  |                     |                     |                     |        |              |              |  |  |                     |       |
|  | España              | 8                   |                     |        |              |              |  |  |                     |       |
|  | España              | 8                   | 22 de junio de 2007 |        |              |              |  |  |                     |       |
|  | Angola              | 0                   |                     |        |              |              |  |  |                     |       |
|  | Angola              | 0                   | España              | 6      |              |              |  |  |                     |       |
|  | 21 de junio de 2007 |                     | España              | 6      |              |              |  |  |                     |       |
|  |                     | Italia              | 0                   |        |              |              |  |  |                     |       |
|  | Italia              | Italia              | 0                   | 3      |              |              |  |  |                     |       |
|  | Italia              |                     | 23 de junio de 2007 | 3      |              |              |  |  |                     |       |
|  | Francia             | 1                   |                     |        |              |              |  |  |                     |       |
|  | Francia             | 1                   | España              | 8      |              |              |  |  |                     |       |
|  | 21 de junio de 2007 |                     | España              | 8      |              |              |  |  |                     |       |
|  |                     | Suiza               | 1                   |        |              |              |  |  |                     |       |
|  | Suiza               | Suiza               | 1                   | 2      |              |              |  |  |                     |       |
|  | Suiza               | 22 de junio de 2007 |                     | 2      |              |              |  |  |                     |       |
|  | Portugal            | 1                   |                     |        |              |              |  |  |                     |       |
|  | Portugal            | 1                   | Suiza               | 4      | Tercer lugar | Tercer lugar |  |  |                     |       |
|  | 21 de junio de 2007 |                     | Suiza               | 4      |              |              |  |  |                     |       |
|  |                     | Argentina           | 3                   |        |              |              |  |  |                     |       |
|  | Argentina           | Argentina           | 3                   | 3      | Argentina    | 3            |  |  |                     |       |
|  | Argentina           |                     |                     | 3      | Argentina    | 3            |  |  |                     |       |
|  | Brasil              | 2                   |                     | Italia | 2            |              |  |  |                     |       |
|  | Brasil              | 2                   |                     |        | 2            |              |  |  |                     |       |
|  |                     |                     |                     |        |              |              |  |  | 23 de junio de 2007 |       |
|  |                     |                     |                     |        |              |              |  |  |                     |       |

|  | Eliminatoria del 5º al 8º | Eliminatoria del 5º al 8º |   |                     | 5º y 6º Puesto      | 5º y 6º Puesto |  |
|  |                           |                           |   |                     |                     |                |  |
|  |                           |                           |   |                     |                     |                |  |
|  | 22 de junio de 2007       |                           |   |                     |                     |                |  |
|  | Angola                    | 3                         |   |                     |                     |                |  |
|  | Francia                   | 4                         |   |                     |                     |                |  |
|  |                           |                           |   |                     |                     |                |  |
|  |                           |                           |   |                     | 23 de junio de 2007 |                |  |
|  |                           |                           |   |                     | Francia             | 4              |  |
|  |                           | Portugal                  | 3 |                     |                     |                |  |
|  |                           |                           |   |                     |                     |                |  |
|  |                           |                           |   |                     |                     |                |  |
|  |                           |                           |   |                     | 7º y 8.º puesto     |                |  |
|  | 22 de junio de 2007       | 22 de junio de 2007       |   | 23 de junio de 2007 | 23 de junio de 2007 |                |  |
|  | Brasil                    | 3                         |   | Angola              | 1                   |                |  |
|  | Portugal                  | 5                         |   |                     | Brasil              | 7              |  |

### Puestos del 9 al 16
|  | Eliminatoria del 9º al 16º | Eliminatoria del 9º al 16º |                     |       | Eliminatoria del 9º al 12º | Eliminatoria del 9º al 12º |  |  | 9º Puesto           | 9º Puesto |
|  |                            |                            |                     |       |                            |                            |  |  |                     |           |
|  | 21 de junio de 2007        |                            |                     |       |                            |                            |  |  |                     |           |
|  |                            |                            |                     |       |                            |                            |  |  |                     |           |
|  | Alemania                   | 6                          |                     |       |                            |                            |  |  |                     |           |
|  | Alemania                   | 6                          | 22 de junio de 2007 |       |                            |                            |  |  |                     |           |
|  | Colombia                   | 4                          |                     |       |                            |                            |  |  |                     |           |
|  | Colombia                   | 4                          | Alemania            | 2     |                            |                            |  |  |                     |           |
|  | 21 de junio de 2007        |                            | Alemania            | 2     |                            |                            |  |  |                     |           |
|  |                            | Mozambique                 | 3                   |       |                            |                            |  |  |                     |           |
|  | Inglaterra                 | Mozambique                 | 3                   | 1     |                            |                            |  |  |                     |           |
|  | Inglaterra                 |                            | 23 de junio de 2007 | 1     |                            |                            |  |  |                     |           |
|  | Mozambique                 | 2                          |                     |       |                            |                            |  |  |                     |           |
|  | Mozambique                 | 2                          | Mozambique          | 3     |                            |                            |  |  |                     |           |
|  | 21 de junio de 2007        |                            | Mozambique          | 3     |                            |                            |  |  |                     |           |
|  |                            | Andorra                    | 1                   |       |                            |                            |  |  |                     |           |
|  | Chile                      | Andorra                    | 1                   | 3     |                            |                            |  |  |                     |           |
|  | Chile                      | 22 de junio de 2007        |                     | 3     |                            |                            |  |  |                     |           |
|  | Colombia                   | 2                          |                     |       |                            |                            |  |  |                     |           |
|  | Colombia                   | 2                          | Chile               | 1     | 11º y 12º                  | 11º y 12º                  |  |  |                     |           |
|  | 21 de junio de 2007        |                            | Chile               | 1     | 11º y 12º                  | 11º y 12º                  |  |  |                     |           |
|  |                            | Andorra                    | 2                   |       |                            |                            |  |  |                     |           |
|  | Estados Unidos             | Andorra                    | 2                   | 1     | Alemania                   | 5                          |  |  |                     |           |
|  | Estados Unidos             |                            |                     | 1     | Alemania                   | 5                          |  |  |                     |           |
|  | Andorra                    | 4                          |                     | Chile | 6                          |                            |  |  |                     |           |
|  | Andorra                    | 4                          |                     |       | 6                          |                            |  |  |                     |           |
|  |                            |                            |                     |       |                            |                            |  |  | 23 de junio de 2007 |           |
|  |                            |                            |                     |       |                            |                            |  |  |                     |           |

|  | Eliminatoria del 13º al 16º | Eliminatoria del 13º al 16º |   |                     | 13º y 14º Puesto    | 13º y 14º Puesto |  |
|  |                             |                             |   |                     |                     |                  |  |
|  |                             |                             |   |                     |                     |                  |  |
|  | 22 de junio de 2007         |                             |   |                     |                     |                  |  |
|  | Países Bajos                | 3                           |   |                     |                     |                  |  |
|  | Inglaterra                  | 4                           |   |                     |                     |                  |  |
|  |                             |                             |   |                     |                     |                  |  |
|  |                             |                             |   |                     | 23 de junio de 2007 |                  |  |
|  |                             |                             |   |                     | Inglaterra          | 4                |  |
|  |                             | Colombia                    | 2 |                     |                     |                  |  |
|  |                             |                             |   |                     |                     |                  |  |
|  |                             |                             |   |                     |                     |                  |  |
|  |                             |                             |   |                     | 15º y 16º Puesto    |                  |  |
|  | 22 de junio de 2007         | 22 de junio de 2007         |   | 23 de junio de 2007 | 23 de junio de 2007 |                  |  |
|  | Colombia                    | 4                           |   | Países Bajos        | 5                   |                  |  |
|  | Estados Unidos              | 3                           |   |                     | Estados Unidos      | 3                |  |

## Estadísticas

### Clasificación general

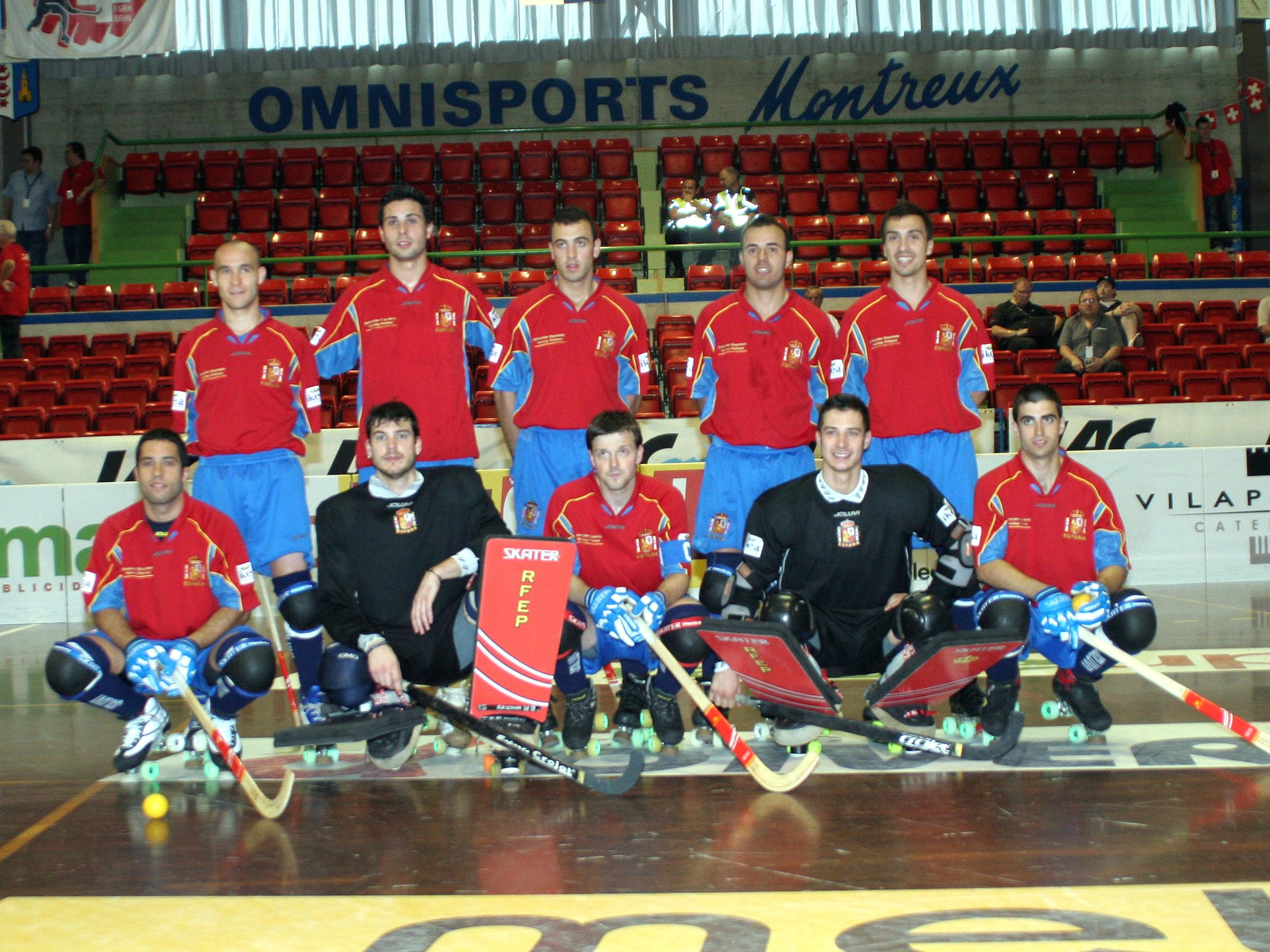
Foto de la Selección española, campeona del Mundial de Montreux 2007.

| 1. España          |
| 2. Suiza           |
| 3. Argentina       |
| 4. Italia          |
| 5. Francia         |
| 6. Portugal        |
| 7. Brasil          |
| 8. Angola          |
| 9. Mozambique      |
| 10. Andorra        |
| 11. Chile          |
| 12. Alemania       |
| 13. Inglaterra     |
| 14. Colombia       |
| 15. Países Bajos   |
| 16. Estados Unidos |